# Короткокошик вусатий
Короткокошик вусатий (Brachythecium cirrosum) — вид мохів порядку гіпнобрієвих (Hypnales).

## Поширення
Ареал охоплює такі частини світу: Європа, Північна Америка, Азія.
Населяє вологі скелі, скелі, ґрунт в арктичній і гірській тундрі, серед інших мохів; на висотах від 0 до 4200 метрів.

## Характеристика

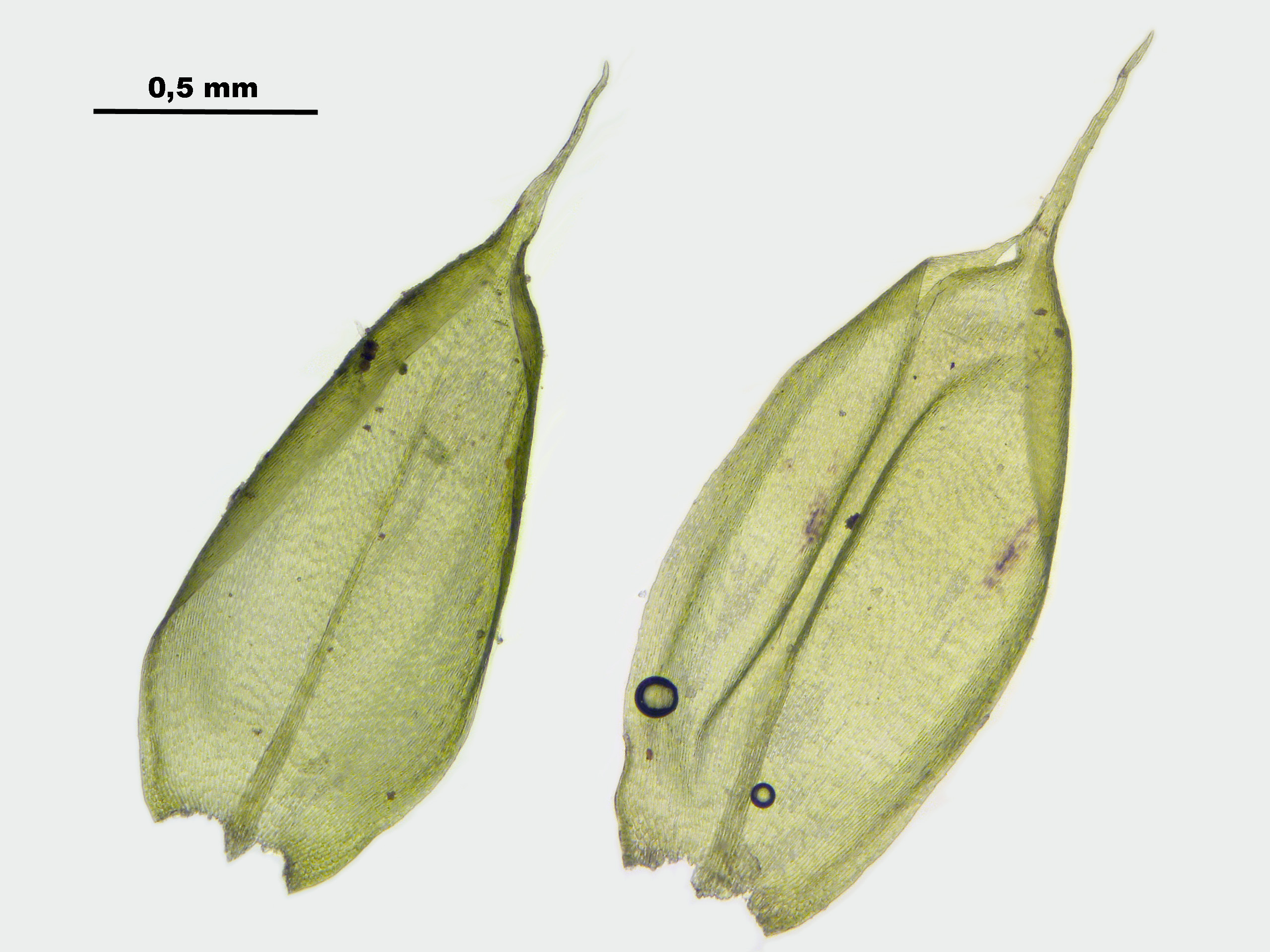

Рослини великі, зрідка дрібні, в помірно щільних покривах, світло-зелені, стають білувато-жовтими або золотисто-жовтими на відкритих місцях. Стебла до 10 см, від повзучих до висхідних, неправильно або рідше правильно перисторозсічені, гілки до 10 мм, від прямих до вигнутих. Стеблові листки нещільно притиснуті на проксимальних частинах стебла, щільно складчасті, яйцеподібні, найширші на 1/4–1/3(2/5) довжини листка, увігнуті, без або злегка складчасті, 2–3 × 0,6–1,2 мм; краї плоскі, загнуті, цілі або дрібно зубчасті під загостренням; верхівка різко звужена. Листки гілок схожі, менші. Вид дводомний. Коробочкові ніжки червоно-коричневі, 1.5 см, шорсткі. Коробочка горизонтальна, червоно-коричнева, подовжена, зігнута, 16 мм. Спори 18–20 мкм.